# Poddystrykt Akka
Poddystrykt Akka (hebr. נפת עכו, Nafat Ako; ang. Akko Subdistrict) – jednostka administracyjna wchodząca w skład Dystryktu Północnego, w Izraelu.

## Położenie
Poddystrykt obejmuje obszar północnej równiny przybrzeżnej Izraela na północ od Hajfy, wzgórza Zachodniej Galilei, oraz zachodnią część Dolnej i Górnej Galilei.

## Polityka
Poddystrykt administracyjnie należy do Dystryktu Północnego. Władze administracyjne znajdują się w mieście Akka.

## Osiedla
Znajduje się tutaj 7 miast, 27 samorządów lokalnych i 3 samorządy regionu:
| Miasta: - Akka - Karmiel - Ma’alot-Tarszicha - Naharijja - Sachnin - Szefaram - Tamra | Samorządy lokalne: - Abu Snan - Arraba - Bet Dżan - Bina - Bir al-Maksur - Churfeisz - Dejr al-Asad - Dżudajda-Makr - Fassuta | - I’billin - Januch-Dżat - Jirka - Julis - Kabul - Kafr Jasif - Kaukab Abu al-Hidża - Kefar Weradim - Kisra-Sumaj | - Madżd al-Krum - Mazra’a - Mi’ilja - Nachf - Peki’in - Rama - Sadżur - Sza’ab - Szelomi | Samorządy regionu: - Ma’ale Josef - Matte Aszer - Misgaw |